# Leština (Markvartice)
Leština je malá vesnice, část obce Markvartice v okrese Jičín. Nachází se asi 2,5 km na východ od Markvartic. V roce 2009 zde bylo evidováno 10 adres. V roce 2001 zde trvale žilo 5 obyvatel.
Leština leží v katastrálním území Rakov u Markvartic o výměře 3,99 km2.

## Historie
První písemná zmínka o obci pochází z roku 1383.

## Pamětihodnosti
- Sloup se sousoším - kříž se sochami dvou andělů, na okraji osady u silnice do Rakova